# Achaeïsche Bond
De Achaeïsche Bond (ook Achaïsche Bond of Achajische Bond; Oudgrieks: τὸ Ἀχαϊκόν / tò Achaïkón) was een koinon ("algemene stedenbond") van poleis ("stadstaten") uit Achaje, gelegen aan de noordoostkust van de Peloponnesos.

## De eerste Achaeïsche Bond

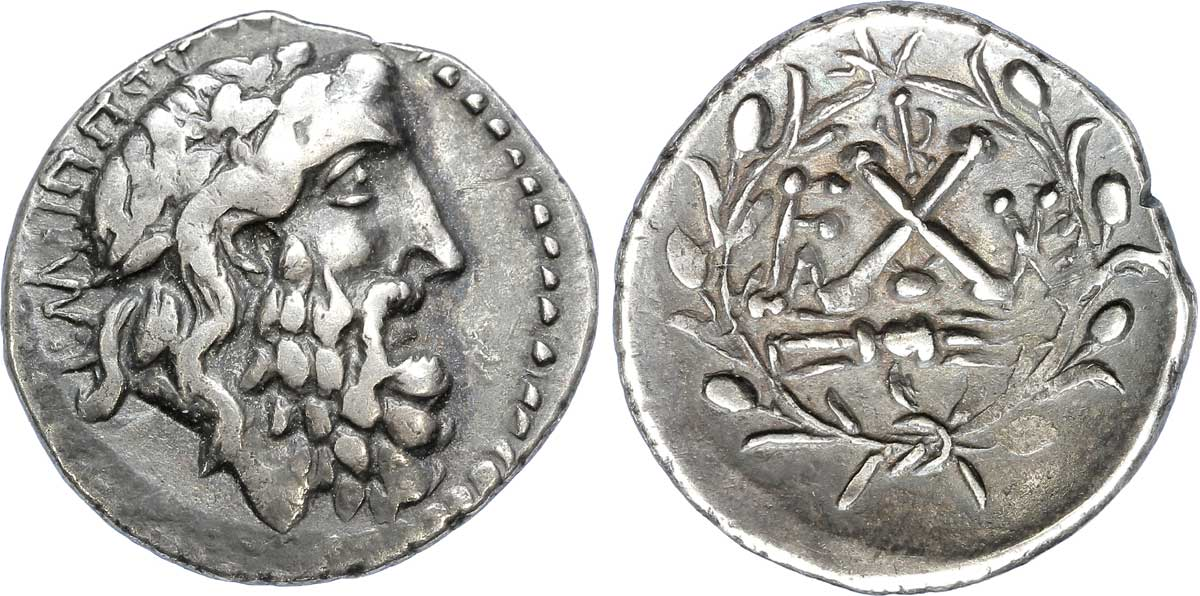
Hemidrachme van de (tweede) Achaeïsche Bond met de beeltenis van Zeus.

Een eerste Achaeïsche Bond bestond in de 5e eeuw v.Chr. Ten tijde van Herodotos telde ze twaalf poleis: Aigai, Aigeira, Aigion, Bura, Dyme, Helike, Olenos, Patrai, Pharai, Pellene, Rhypes en Tritaia. Rhypes, Olenos en Aigai verdwijnen vervolgens uit de Bond en worden vervangen door Keryneia en Leontio. De band die deze steden verenigde is slecht gekend, maar waarschijnlijk was de Bond eerder religieus dan politiek van de aard.
De eerste Achaeïsche Bond ontwikkelde zich vermoedelijk na de invoering van de democratie in de 5e eeuw v.Chr., en gecentreerde zich rond de cultus van Zeus Homagyrios. In 373 v.Chr. werd de leidende stad Helike volledig vernietigd door een vloedgolf. Aigai, Olenos en Rhypes werden opgegeven en verlaten wegens de troosteloze toestand van hun bevolking. Keryneia en Leontion bloeiden daarentegen verder op en werden in hun plaats in de federatie opgenomen.
De Bond naam deel aan de oppositie tegen koning Philippus II van Macedonië. Maar na de feitelijke onderwerping van Hellas door Macedonië onder Alexander de Grote, wordt de Bond de facto ontbonden door de Macedoniërs: Demetrius Poliorcetes en Cassander van Macedonië leggen aan de poleis garnizoenen en vaak ook tirannen onder hun controle op. De poleis zien zich aldus van elkaar gescheiden.

## De tweede, hellenistische Achaeïsche Bond

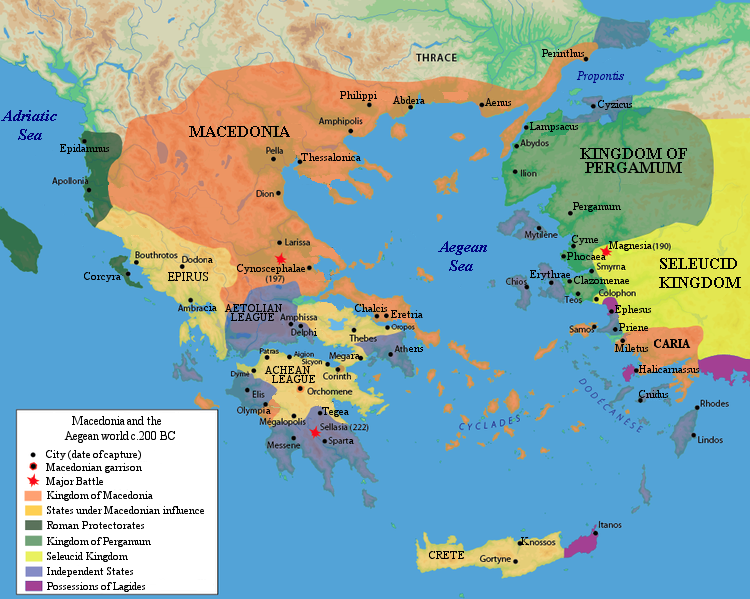
Gebied van de Achaeïsche Bond (ca. 200 v.Chr.).

De Achaeïsche Bond wordt in 280 v.Chr. heropgericht, wanneer Antigonus II Gonatas, zoon van Demetrius Poliorcetes, poogde de troon van Macedonië van Ptolemaeus Keraunos te heroveren. Profiterend van de verzwakking van hun vijand, verjoegen de Achaeërs de Macedonische garnizoenen en tirannen op hun beurt uit hun steden. Zij gaven aan de Bond federale instellingen: alle steden zijn gelijkwaardig en de burgers moeten zich als leden van één staat gedragen: ze moeten aan een federale regering gehoorzamen en mogen niet afzonderlijk onderhandelen met andere poleis. Toch behielden de lidstaten van de Achaeïsche Bond hun zelfstandigheid op binnenlands gebied, hoewel ze de leiding op buitenlands gebied en de besluitvorming over vrede of oorlog overdroegen aan de algemene Bondsvergadering. De enige manier voor de federale staat om het hoofd boven het water te houden leek dus als polis tussen de hellenistische staten.
De poleis die aan de oorsprong van tweede bondsstaat stonden, waren Dyme, Patrai, Tritaia en Pharai. Anderen poleis sluiten zich in de loop van de volgende drie decennia bij deze eerste groep aan: Aigion, Bura, Leontio, Aegeira, Pellene. De leiding was in het begin voornamelijk in handen van Aigion, met het doel "de Macedoniërs te verdrijven" (Polybius). Onder Aratos van Sikyon, die zijn moederstad - nochtans Dorisch van oorsprong - integreerde in de Bond (251), vocht de federatie met succes tegen Makedoniërs. Een alliantie met Sparta veranderde in de loop van de tijd in vijandschap, die toe te schrijven was de uitbreidingsdrang van beide kanten. De Spartaanse koning Cleomenes III kan vele poleis van de federatie aan zijn kant krijgen en dreigde de federatie volledig te vernietigen of onder zijn gezag te brengen.
Daarop wijzigden de Achaeërs in 225 v.Chr. het tot dan toe anti-Macedonisch gezinde beleid en riepen de Makedoniërs onder Antigonus III Doson te hulp. Onder Aratos werden ook de niet tot de Achaeïsche dialectgroep behorende gebieden in de federatie geïntegreerd. Zo kwamen vervolgens Megara, Troezen, Megalopolis en Epidaurus erbij. Aratos slaagt met de hulp van Macedonië erin om de isthmus van Korinthe binnen te halen (243 v.Chr.), en hetzij goedschiks, hetzij kwaadschiks, Athene, Aegina en Salamis aan de bondsstaat toe te voegen. Het is het hoogtepunt van de Bond, die toen de hele Peloponnesos buiten Tegea, Orchomenus, Mantinea en Elis controleerde, alsook delen van Arcadië delen. Sinds 192 v.Chr. behoorde ook Sparta tot zijn federatie, waaruit het nooit meer zou loskomen. Ze ontvingen burgerrecht en een participatie in de overheid. De federatie had een volksvergadering en een raad (boulè) en ze werd geleid door een strategos - eerst twee, maar waarschijnlijk vanaf 255 v.Chr. een. Haar voornaamste magistraat was herkiesbaar, maar geen twee jaar na elkaar.
Tijdens Tweede Macedonische Oorlog veranderden de Achaeërs in 198 v.Chr. van de kant van Macedonië onder Philippus V van Macedonië naar de kant van het Imperium Romanum, waarna de federatie in de volgende jaren haar grootste uitbreiding zou bereiken.
Als bondgenoten van de Romeinen breidden de Achaeërs hun federaal grondgebied uit en zouden ze in 188 v.Chr. de volledige Peloponnesus onder hun heerschappij brengen. Vooral de opnieuw opvlammende interne conflicten met Sparta dat ondertussen in de federatie was geïntegreerd, doet de verhouding met de Romeinen verslechteren.

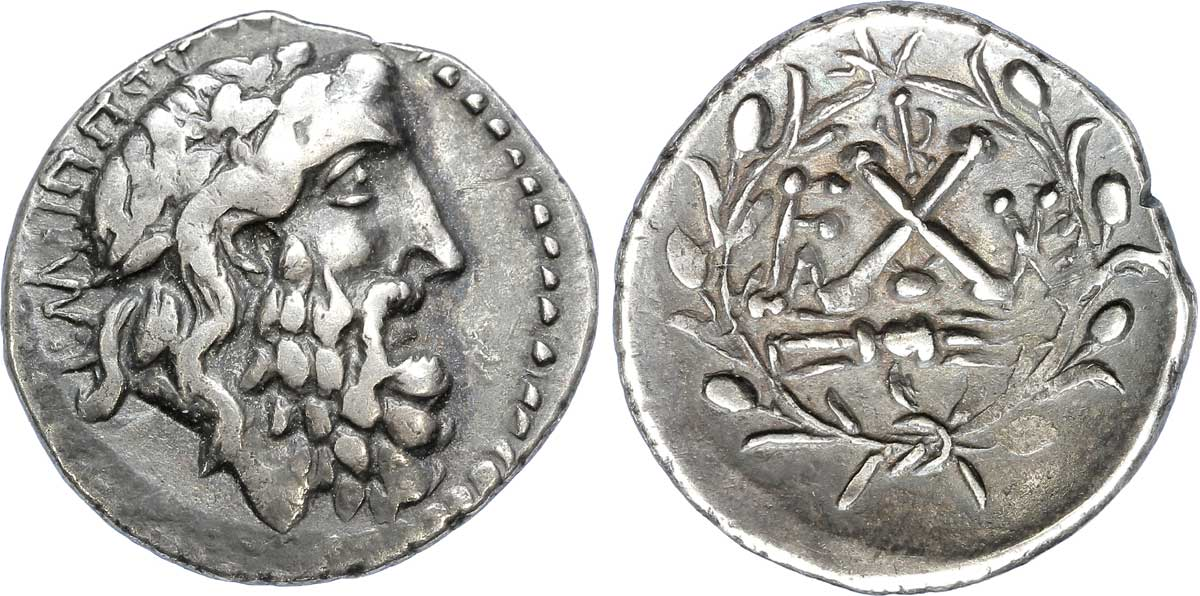

De Romeinse overwinning op Macedonië bij Pydna in 168 v.Chr. luidde het einde in van de Achaeïsche Bond, hoewel het pas in 146 v.Chr. tot een definitieve breuk kwam. De Achaeïsche Bond moest duizend gijzelaars naar Rome sturen, onder wie de historicus Polybius. Ondanks het verbod van Rome verklaarde de Bond nog in 146 v.Chr. de oorlog aan Sparta. De Romeinse consul Lucius Mummius versloeg daarop het bondsleger en plunderde als vergelding de stad Korinthe. Na deze nederlaag en de vernietiging van Korinthe, moest de federatie worden opgeheven. Zuid-Griekenland werd daarop omgevormd tot de provincia Achaea.

## Lijst vanstrategoivan de Achaeïsche Bond
- Margos van Keryneia 256–255 v.Chr.
- Aratos van Sikyon 245–244 v.Chr.
- Dioedas 244–243 v.Chr.
- Aratos van Sikyon 243–242 v.Chr.
- Aigialeas 242–241 v.Chr.
- Aratos van Sikyon 241–234 v.Chr.
- Lydiadas van Megalopolis 234–233 v.Chr.
- Aratos van Sikyon 233–232 v.Chr.
- Lydiadas van Megalopolis 232–231 v.Chr.
- Aratos van Sikyon 231–230 v.Chr.
- Lydiadas van Megalopolis 230–229 v.Chr.
- Aristomachos van Argos 228–227 v.Chr.
- Aratos van Sikyon 227–226 v.Chr.
- Hyperuatas 226–225 v.Chr.
- Timoxenos 226–225 v.Chr.
- Aratos van Sikyon 225–218 v.Chr.
- Epiratos 218–217 v.Chr.
- Aratos van Sikyon 217–213 v.Chr.
- Kykliadas 210–209 v.Chr.
- Philopoemen 209–208 v.Chr.
- Kykliadas 200–199 v.Chr.
- Aristainos van Megalopolis 199–198 v.Chr.
- Nikostratos 198–197 v.Chr.
- Aristainos van Megalopolis 195–194 v.Chr.
- Philopoemen 193–192 v.Chr.
- Diophanes 192–191 v.Chr.
- Philopoemen 191–186 v.Chr.
- Aristainos van Megalopolis 186–185 v.Chr.
- Lykortas van Megalopolis 185–184 v.Chr.
- Archon 184–182 v.Chr.
- Philopoemen 183–182 v.Chr.
- Lykortas van Megalopolis 182–181 v.Chr.
- Kalikrates 180–179 v.Chr.
- Xenarchos 175–174 v.Chr.
- Archon 172–169 v.Chr.
- Menalkidas van Sparta 151–150 v.Chr.
- Diaios van Megalopolis 150–149 v.Chr.
- Damokritos 149–148 v.Chr.
- Diaios van Megalopolis 148–146 v.Chr.
- Kritolaos van Megalopolis 147–146 v.Chr.